# 大森美知
大森 みち（おおもり みち、1985年8月24日 - ）は、日本のファッションモデル。ハワイ、熊本県出身。堀越高等学校卒業。夫はYouTuberハイサイ探偵団の団長・ひっちゃん。

## 略歴
アメリカ人と日本人のハーフ。6歳までハワイで育つ。熊本空港でのスカウトをきっかけにデビュー。『non-no』や『MORE』のモデルとして活躍。一時、九州を中心にモデル活動を行っていた。現在はプラチナムプロダクションに所属。
ブログは、2009年6月からGREEに、2012年8月からアメブロに移動している。2019年10月25日に一般男性と結婚したことを明らかにした。2021年8月13日インスタグラムの質問コーナーにて昨年の2020年に離婚したことを公表。2023年4月15日沖縄を拠点に活動している人気YouTuberハイサイ探偵団の団長ひっちゃんと再婚したことをハイサイ探偵団のYouTubeチャンネルにて公表した。同年7月7日に第1子を妊娠していることを自身のTwitterにて公表した。

## 人物
- 趣味はブラックバス釣り、映画・音楽鑑賞・料理（#omichiごはん）。
- 高校時代の同級生である女優の新井みずかと仲が良く[2]、新井のブログにもたびたび登場する。
- プラチナム所属時は、事務所の後輩達にウォーキングを教えていたという[3]。
- 七味唐辛子が好きで、牛丼に七味唐辛子を１瓶全て投入して食べる偏食ぶり（2012年10月21日放送「私の何がイケないの？」）。

## 出演

### テレビ
- テラスハウス（フジテレビ）
- 今田耕司の嫁探し（日本テレビ）
- 私の何がイケないの?（TBS）
- ROCKET COMPLEX【MC】（熊本県民テレビ）
- 758LABEL（中京テレビ）
- TOKYO BRANDNEWN DAYS（BSジャパン）

### ラジオ
- 黒木よしひろの302号（エフエム熊本）
- PARADISO（J-WAVE）

### CM
- INADA FAMILY
- dejavu
- 三井アウトレットパーク「Happy Hunter」篇
- AEON TOPVALUE
- M&M's
- 日本テレコム
- 花王
- TDK
- DHL
- ほっかほっか亭「Goo Cup エビエビ」
- ウェルホーム

### 広告
- イオングループ「 VIVRE」「FORUS」
- NTT docomo 「Le shiffon」
- Olive des Olive
- Emily temple
- LOREAL
- JUNIE
- PEACHJHON
- Inpatchthys kerri 2011 Spring Summer
- MILKFED
- Ravijour
- Abahouse Devinette
- mimo.by GARCIA MAQUES
- MOROKO BAR
- ZIMA PINK
- MURAL
- ロイヤルチェスター福岡
- Ravijour 2015 collection
- Photo Exhibitiom×SU（from RIP SLYME）
- J:COM presents エヴァンゲリオン×美少女写真展

### 雑誌
- commons&sense
- MAQUIA
- Domani
- FRaU
- 美的
- ar
- anan
- Spring
- MORE
- 装苑
- VOCE
- Regina
- sweet
- smart
- ef
- Men's non-no
- non-no
- NYLON JAPAN
- ViVi
- mini
- Samurai Magazine
- Oliegirl
- Olie
- Zipper
- CUTIE
- SEDA
- PS
- mina
- WOOFIN'girl
- teengirl
- JUNIE
- smile
- SEVENTEEN
- nicora
- PREPPY
- ゼクシィ
- NAIL VENUS
- SLY MAGAZINE

### ミュージックビデオ
- PES（from LIP SLYME）「シーサイドラバーズ」
- blanc.（from MONKEY MAJIC）「summer affair」
- Magic Power「如果明天世界末日」

### その他
- Girls Award 出演 RESEXXY GIRLS MODEL 育成講師